# International Sport and Leisure
International Sport and Leisure, ISL var ett företag som ägde rättigheter inom fotboll.
ISL grundades av Adidas-chefen Horst Dassler och blev en viktig maktfaktor inom fotbollsvärlden som strategisk partner med FIFA fram till konkursen 2001.